# Jan Bergman
Jan Bergman (Stockholm, 1946. szeptember 7. – 2000. március 8.) svéd színházi rendező, Ingmar Bergman filmrendező fia.

## Élete
Ellen Lundström és Ingmar Bergman második gyermekeként született. Testvérei: Eva, Anna, Mats. Féltestvérei: Lena, Ingmar, Daniel és Linn Bergmann. Apjával eleinte nehezen jött ki. A családból mindenki a művészetek felé fordult, ő dacból mozdonyvezető lett. Később engedve a nyomásnak és a hagyományoknak, klasszikus színházrendezőként dolgozott Stockholmban és Göteborgban.
Apját, az ünnepelt filmrendezőt Fårőbe való visszavonulása után ismerte meg jobban. „Amikor valaki az apámról beszélt, irigység lett úrrá rajtam. Úgy éreztem mindenki jobban ismeri, mint én. Most, hogy már van egy kialakult képem róla, sokkal jobb. Egy biztos: senkihez sem hasonlítható!”- nyilatkozta. Jan Bergman 53 évesen, leukémiában hunyt el.

## Filmjei
- 1992 - Maskeraden (tv-sorozat)